# パリ工科大学
パリ工科大学（英語: Polytechnic Institute of Paris、公用語表記: Institut Polytechnique de Paris）は、パレゾーに本部を置くフランスの国立大学。2019年創立、2019年大学設置。大学の略称はIP Paris。
パリ工科大学は、エコール・ポリテクニーク (École Polytechnique)、国立先端技術学校 (ENSTA Paris) 、国立統計経済行政学院 (ENSAE Paris)、国立土木学校（École des Ponts)、国立高等電気通信学校 (Télécom Paris)、南国立高等電気通信学校 (Télécom SudParis)の名門グランゼコール６校を再編した大学である。QS2024年世界大学ランキングでは世界38位、QS Graduate Employability Rankings 2022では世界12位に位置している。フランスの理系分野における最上位の高等教育機関とされている。卒業生には3人のノーベル賞受賞者、1人のフィールズ賞受賞者、3人のフランス大統領、そしてフランスおよび国際企業の多くのCEOが名を連ねている。
学生数は約１万人である。東京大学、東京工業大学、慶應義塾大学が同校と国際交流協定を結んでいる。

## 組織

### グランゼコール
- エコール・ポリテクニーク (École Polytechnique)
- 国立先端技術学校 (ENSTA Paris)
- 国立統計経済行政学院 (ENSAE Paris)
- 国立土木学校（École des Ponts)
- 国立高等電気通信学校 (Télécom Paris)
- 南国立高等電気通信学校 (Télécom SudParis)

### 研究機関
- CEA（原子力・代替エネルギー庁）
- CNRS（フランス国立科学研究センター）
- INRIA（フランス国立情報学自動制御研究所）
- INSERM（フランス国立衛生医学研究所）
- Institut des Hautes Études Scientifiques（高等科学研究所）
- INRA（フランス国立農学研究所）
- ONERA（フランス国立航空宇宙研究所）
- SOLEIL（国立シンクロトロン施設）

## QS分野別世界ランキング[3]
- 数学 : 14位
- 工学 : 21位
- 自然科学 : 22位
- 統計学 : 24位
- コンピューターサイエンス : 31位
- 機械工学 : 40位
- 物理学及び天文学 : 40位
- 電気工学 : 49位

## パリ工科大学 国際協定校[4]
パリ工科大学は非常に国際色豊かな教育・研究機関であり、世界各国から留学生を受け入れている。また、フランス国内においても技術とビジネスイノベーションの分野で野心的な学術的提携を創出するためにHEC経営大学院 (HEC Paris)と協定を結んでいる。
海外協定校
北米
- マサチューセッツ工科大学
- カリフォルニア工科大学
- コロンビア大学
- カリフォルニア大学バークレー校
- モントリオール理工科大学

ヨーロッパ
- チューリッヒ工科大学
- ローザンヌ工科大学
- インペリアル・カレッジ・ロンドン
- ミラノ工科大学
- ミュンヘン工科大学
- スウェーデン王立工科大学
- デンマーク工科大学

アジア
- 東京大学
- 東京工業大学
- 慶應義塾大学
- シンガポール国立大学
- 清華大学
- 上海交通大学
- KAIST

ラテンアメリカ
- ブエノスアイレス大学
- コロンビア国立大学
- サンパウロ大学
- カンピーナス州立大学